# Grinzane Cavour
Grinzane Cavour (piemontesisch Grinsane) ist eine italienische Gemeinde in der Provinz Cuneo in der Region Piemont und ist Träger der Bandiera Arancione des TCI.

## Lage und Einwohner
Grinzane Cavour liegt knapp 60 km nordöstlich von der Provinzhauptstadt Cuneo entfernt in der Weinregion Langhe. Das Gebiet der Gemeinde umfasst eine Fläche von 3,68 km² und hat 1956 Einwohner (Stand 31. Dezember 2023). Die Nachbargemeinden sind Alba, etwa 7 km nordöstlich, und Diano d’Alba, etwa 6 km südöstlich.
Grinzane Cavour liegt inmitten von Weinbergen, die insbesondere für den Rotwein Barolo berühmt sind. Die Burg beherbergt die Enoteca der Region Piemont mit Weinausstellung und Weinverkostung. 

## Geschichte

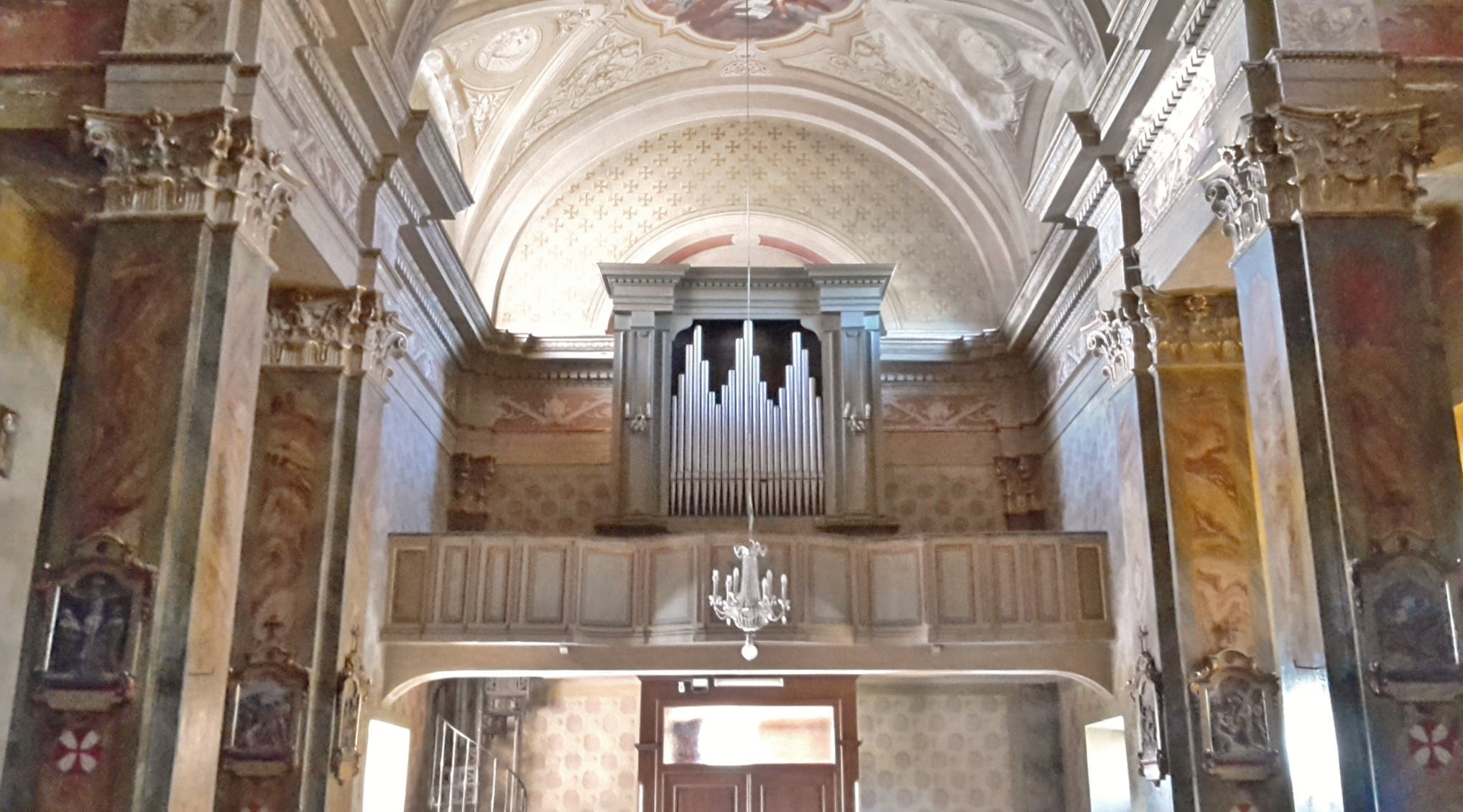
Kirche Maria Vergine del Carmine

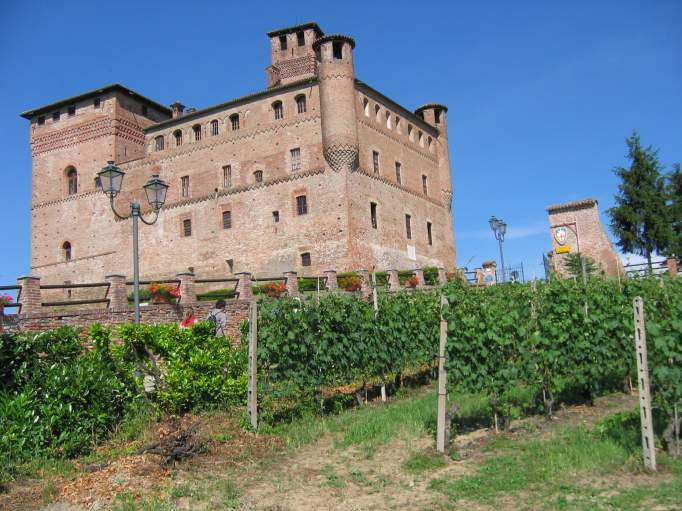
Burg von Grinzane Cavour

Der ursprüngliche Name Grinzane wurde um den Zusatz Cavour ergänzt, um den langjährigen Bürgermeister (1832–1849) und späteren Staatsgründer Italiens Camillo Benso Graf von Cavour zu ehren.
Es gibt nur wenige historische Informationen über die frühen Ereignisse. Es gilt als sicher, dass die Existenz einer Siedlung in Dokumenten aus dem 12. Jahrhundert bezeugt wird, die sich auf das Alba-Komitee und die Aleramic-Herrschaft des Marquis Bonifacio del Vasto beziehen. Die Liste der Feudalherren umfasst dann die Markgrafen von Busca, die von Monferrato, die Gonzagas, die Familien Belli und Cagnola von Alba. 
Aus historisch-architektonischer Sicht gibt es keine Gebäude von besonderem Wert, mit Ausnahme der majestätischen Burg, die vollständig aus Ziegeln besteht und viel von ihrem antiken mittelalterlichen Charme bewahrt hat. Bemerkenswert sind auch die alte Pfarrkirche, die der Madonna del Carmine gewidmet ist und vom Grafen von Cavour erbaut wurde, und die neuere Kirche, die der Santissima Maria Annunziata gewidmet ist. 
1976 war ein bekannter lokaler Industriezweig (weltweit bekannt für seine Gummimatten) offizieller Sponsor der Olympischen Spiele.
Der Name des Ortes ist in Italien und darüber hinaus wegen des gleichnamigen Literaturpreises Premio Grinzane Cavour bekannt, der alljährlich dort vergeben wird.

## Kulinarische Spezialitäten
Alljährlich findet hier im November eine Trüffel-Versteigerung zu wohltätigen Zwecken statt. Im November 2006 ersteigerte ein Käufer aus Hongkong 1,5 Kilogramm Trüffel für insgesamt 125.000 Euro. 
In Grinzane Cavour werden auch Reben für den Dolcetto d’Alba, einen Rotwein mit DOC Status angebaut. Die Beeren der Rebsorten Spätburgunder und/oder Chardonnay dürfen zum Schaumwein Alta Langa verarbeitet werden.

## Städtepartnerschaften
- Canosa di Puglia, Italien
- Ménerbes, Frankreich